# Emil Paur
Emil Paur (Czernowitz, 19 luglio 1855 – Frýdek-Místek, 7 giugno 1932) è stato un direttore d'orchestra austriaco.

## Biografia
Paur nacque in Austria, ora Ucraina, e studiò a Vienna prima di iniziare la sua attività professionale a Kassel, Königsberg e Lipsia. Emigrò quindi negli Stati Uniti dove divenne direttore della Boston Symphony Orchestra, e quindi della New York Philharmonic e della Pittsburgh Symphony. Dopo il suo ritorno in Europa, si trasferì a Berlino alla Berlin State Opera.  Paur fu considerato un ottimo direttore d'orchestra, specializzato nel repertorio di Johannes Brahms, che in quel tempo era fra i musicisti più considerati.
Paur morì a Místek, Cecoslovacchia, attuale Repubblica Ceca.